# Katame no kata
Il katame no kata (固の形? forme del controllo) è il kata del judo dedicato al katame-waza (固技? tecniche di controllo). Insieme al nage no kata forma il randori-no-kata (乱取りの形? forme della pratica libera).

## Storia
Il katame-no-kata fu sviluppato da Kanō Jigorō tra il 1884 ed il 1887 come metodo di insegnamento dei principi del katame-waza. Inizialmente consisteva in dieci tecniche, ma a seguito delle influenze del Dai Nippon Butoku Kai, Jigoro Kano portò il numero di tecniche a quindici, cinque per ogni gruppo.

## Descrizione
Il katame-no-kata consiste di quindici tecniche, raggruppate nelle tre categorie principali del katame-waza, in accordo con la tassonomia classica del Kodokan Judo.
- Osaekomi-waza (押込技? tecniche di immobilizzazione)

1. Kesa-Gatame
2. Kata-Gatame
3. Kami-Shiho-Gatame
4. Yoko-Shiho-Gatame
5. Kuzure-Kami-Shiho-Gatame

- Shime-waza (絞技? tecniche di strangolamento)

1. Kata-Juji-Jime
2. Hadaka-jime
3. Okuri-Eri-Jime
4. Kata ha jime
5. Gyaku-Juji-Jime

- Kansetsu-waza (関節技? tecniche di leva articolare)

1. Ude-Garami
2. Ude-Hishigi-Juji-Gatame
3. Ude-Hishigi-Ude-Gatame
4. Ude-Hishigi-Hiza-Gatame
5. Ashi-Garami